# Jean Berger
Pour les articles homonymes, voir Berger (homonymie) et Jean Berger (homonymie).
Édouard Octave Berger dit Jean Berger, né le 18 novembre 1917 à Bordeaux et mort le 19 août 2014 dans le 20e arrondissement de Paris, est un acteur français.

## Biographie
Important acteur de doublage, il fut surtout la voix française de Patrick Macnee (John Steed) dans la série télévisée Chapeau melon et bottes de cuir, ainsi que dans James Bond : Dangereusement vôtre (Sir Godfrey Tibett).

## Théâtre
- 1931 : Les Coulisses de l'âme de Nikolaï Evreïnov

- 1945 : Les Bouches inutiles de Simone de Beauvoir, mise en scène Michel Vitold, théâtre des Carrefours
- 1947 : Un caprice d'Alfred de Musset, mise en scène André Reybaz, Centre dramatique de l'Est Colmar
- 1948 : Le Maître de Santiago d'Henry de Montherlant, mise en scène Paul Œttly, théâtre Hébertot, Théâtre royal du Parc Bruxelles

- 1955 : Un mari idéal d'Oscar Wilde, mise en scène Jean-Marie Serreau, théâtre de l'Œuvre
- 1956 : Traquenard de Frédéric Valmain d'après James Hadley Chase, mise en scène Jean Dejoux, théâtre Charles-de-Rochefort
- 1956 : Timocrate de Thomas Corneille, mise en scène Lionel Baylac, festival de Barentin
- 1958 : Le Misanthrope de Molière, mise en scène Raymond Gérôme, festival de Bellac
- 1958 : Éboulement au quai nord d’Ugo Betti, mise en scène Marcelle Tassencourt, théâtre de Poche Montparnasse

- 1962 : L'Éternel Mari de Fiodor Dostoïevski, mise en scène Jacques Mauclair, théâtre de l'Alliance française
- 1963 : Le Système Fabrizzi d'Albert Husson, mise en scène Sacha Pitoëff, théâtre Moderne
- 1964 : Les Œufs de l'autruche d'André Roussin, mise en scène de l'auteur, théâtre de la Madeleine
- 1968 : Gugusse de Marcel Achard, mise en scène Michel Roux, théâtre de la Michodière

- 1970 : Des pommes pour Ève de Gabriel Arout, mise en scène Georges Vitaly, théâtre La Bruyère
- 1970 : La Logeuse de Jacques Audiberti, mise en scène Georges Vitaly, Maison de la Culture de Nantes

## Filmographie

### Cinéma
- 1956 : Alerte au Deuxième Bureau de Jean Stelli

- 1960 : Austerlitz de Abel Gance : Hédouville
- 1960 : Chaque minute compte de Robert Bibal : Leroy
- 1960 : Le Capitan de André Hunebelle : Luynes
- 1962 : Le Masque de fer d'Henri Decoin
- 1967 : Réseau secret de Jean Bastia
- 1970 : Qui ? de Léonard Keigel
- 1971 : Sur un arbre perché de Serge Korber : un speaker de la radio et le narrateur
- 1972 : L'aventure c'est l'aventure de Claude Lelouch
- 1973 : Les Chiennes de Michel Lemoine : le mari
- 1974 : Les Bicots-nègres, vos voisins de Med Hondo
- 1975 : Thomas de Jean-François Dion : Pierre
- 1976 : Le Jour de gloire de Jacques Besnard ; le préfet
- 1977 : Mort d'un pourri de Georges Lautner : Brumaire
- 1978 : On peut le dire sans se fâcher (La Belle Emmerdeuse) de Roger Coggio : le père de Pauline
- 1978 : Judith Therpauve de Patrice Chéreau : l'avocat Marc Loussier

### Télévision

#### Téléfilms
- 1957 : Bartleby l'écrivain de Claude Barma : narrateur
- 1957 : Le Quadrille des diamants de Claude Barma : narrateur
- 1959 : Marie Stuart de Stellio Lorenzi : de l'Aubespine
- 1961 : La Reine morte de Lazare Iglesis : Alvar Gonçalves
- 1965 : La Misère et la Gloire de Henri Spade
- 1965 : Le Mystère de la chambre jaune de Jean Kerchbron : M. Dax
- 1967 : Pitchi-Poï ou la Parole donnée de François Billetdoux et Guy Casaril
- 1967 : L'Affaire Lourdes de Marcel Bluwal : Fould
- 1971 : La Duchesse de Berry, téléfilm de Jacques Trébouta : Berryer
- 1971 : Arsène Lupin 1.02 : Le ministre
- 1971 : Opération Walkyrie (Operation Walküre) de Franz Peter Wirth : Claus von Stauffenberg (version française de 1973)
- 1972 : Mauprat de Jacques Trébouta  : le président
- 1972 : Rue de Buci de Gérald Duduyer : M. Marijave
- 1975 : The Kansas City Massacre : voix radio et un policier[Qui ?]
- 1980 : La Petite Valise de Roger Dallier  : le comte
- 1980 : Cabrioles de Yves-André Hubert  : Dudressier
- 1981 : Les Dossiers de l'écran : Les Avocats du diable de André Cayatte

#### Séries télévisées
- 1956 : En votre âme et conscience, épisode L'Affaire Hugues de Jean Prat
- 1958 : La Caméra explore le temps :
  - L'Exécution du duc d'Enghien de Stellio Lorenzi : Chumery
  - L'Orphelin de l'Europe de Stellio Lorenzi : Lord Stanhope
- 1960 : En votre âme et conscience, épisode : L'e Procès de Celestine Doudet ou le Secret de Mademoiselle de Jean Prat
- 1961 : La Caméra explore le temps :
  - L'Aventure de la duchesse de Berry de Pierre Nivollet : M. de Goyon
  - Le Meurtre de Pierre III
- 1962 : L'inspecteur Leclerc enquête, épisode Ma femme est folle de Claude Barma : le dentiste
- 1962 : La Caméra explore le temps : Le Meurtre de Henry Darnley ou la Double Passion de Marie Stuart de Guy Lessertisseur : Melville
- 1966 : La Fille du Régent : D'Argenson
- 1966 : En votre âme et conscience, épisode : Le Crime de Sezegnin de  Pierre Nivollet
- 1967 : Les Cinq Dernières Minutes, épisode Un mort sur le carreaur de Roland-Bernard]
- 1967 : Au théâtre ce soir : Le Système Fabrizzi d'Albert Husson, mise en scène Sacha Pitoëff, réalisation Pierre Sabbagh, théâtre Marigny
- 1968 : Au théâtre ce soir : Liberté provisoire de Michel Duran, mise en scène Robert Manuel, réalisation Pierre Sabbagh, théâtre Marigny
- 1969 : Au théâtre ce soir : Ombre chère de Jacques Deval, mise en scène Christian-Gérard, réalisation Pierre Sabbagh, théâtre Marigny
- 1971 : Arsène Lupin (série télévisée), épisode "Victor, de la brigade mondaine"
- 1973 : Les Nouvelles Aventures de Vidocq, épisode "Vidocq et l'archange" de Marcel Bluwal
- 1973 : L'Alphoméga de Lazare Iglesis, épisode 5
- 1975 : Les Compagnons d'Eleusis de Claude Grinberg
- 1975 : Erreurs judiciaires : le professeur Languillaume
- 1979 : Au théâtre ce soir : Les Petites Têtes de Max Régnier d'après André Gillois, mise en scène Michel Roux, réalisation Pierre Sabbagh, théâtre Marigny

## Doublage
Note : Les dates inscrites en italique correspondent aux sorties initiales des films dont Jean Berger a assuré le redoublage ou le doublage tardif.

### Cinéma

#### Films
- Patrick Macnee dans :
  - Le Commando de Sa Majesté : major « Yogi » Crossley
  - Spinal Tap : Sir Denis Eton-Hogg
  - Dangereusement vôtre : Sir Godfrey Tibett
  - L'Homme homard venu de Mars : Professeur Plocostomos

- Dabney Coleman dans :
  - La Tour infernale : le premier chef adjoint (1er doublage)
  - La Bataille de Midway : le capitaine Murray Arnold
  - Légitime Violence : Maxwell

- Anton Diffring dans :
  - Les Héros de Télémark : le major Frick
  - À nous la victoire : le commentateur sportif

- Wolfgang Preiss dans :
  - Le Cinquième Commando : le maréchal Erwin Rommel
  - Un homme à respecter : Miller

- Eduardo Fajardo dans :
  - Far West Story : Don Garcia Moreno
  - Te Deum : Grant

- George C. Scott dans :
  - Hardcore : Jake VanDorn
  - Malice : Dr Martin Kessler

Mais aussi :
- 1937[2] : Jeune et Innocent : le colonel Burgoyne (Percy Marmont)
- 1940 : Opérette : Franz Jauner (Willi Forst)
- 1942[3] : Casablanca : le banquier allemand refusé (Gregory Gaye)
- 1954[4] : Une femme qui s'affiche : Robert Grau (Whit Bissell)
- 1960 : Spartacus : Glabrus (John Dall)
- 1961 : Ville sans pitié : un officier dans le bureau de Stafford[Qui ?]
- 1962 : James Bond contre Docteur No : le major Algernon Boothroyd (Peter Burton)
- 1963 : Le Bon Roi Dagobert : le messager[Qui ?]
- 1963 : Main basse sur la ville : le président de la commission d'enquête (Dante Di Pinto)
- 1963[5] : Le croque-mort s'en mêle : Felix Gillie (Peter Lorre)
- 1963 : L'Incroyable Randonnée : Pr James Hunter (John Drainie)
- 1963 : La Souris sur la Lune : un membre de la conférence Whitefall (Allan Cuthbertson)
- 1966 : Mes funérailles à Berlin : Otto Kreutzman (Gunter Meisner)
- 1966 : Guerre et Paix : Pierre Bezoukhov (Sergueï Bondartchouk)
- 1966 : La Fantastique Histoire vraie d'Eddie Chapman : le commandant Stillman (Anthony Dawson)
- 1966 : Le Carnaval des barbouzes : le professeur Alden (Richard Münch)
- 1966 : La Planque : Dice (Colin Gordon)
- 1967 : Le Défi de Robin des Bois : Justin (John Graham)
- 1967 : Custer, l'homme de l'Ouest : le docteur[Qui ?]
- 1968 : Bullitt de Peter Yates : le capitaine Baker (Norman Fell)
- 1968 : Roméo et Juliette : le comte Paris (Roberto Bisacco)
- 1968 : Pas de pitié pour les salopards : James Cooper (Bud Spencer)
- 1968 : Le Raid suicide du sous-marin X1 : le capitaine dans le bureau de l'amiral Tremayne (Richard Steele)
- 1968 : Funny Girl : Tom Branca (Gerald Mohr)
- 1968 : Attaque sur le mur de l'Atlantique : le colonel von Horst (Walter Gotell)
- 1968[6] : Le Jour le plus long du Japon : Yoshihiro Tokugawa (Keiju Kobayashi)
- 1969 : Le Plus Grand des Hold-up : le maire Kincaid (John Anderson)
- 1969 : La Bataille de la Neretva : le commandant Oustachi (Miha Baloh)
- 1969 : L'Ordinateur en folie : le doyen Quigley (William Schallert)
- 1969 : Enfants de salauds : le commandant Alan Watkins (Patrick Jordan)
- 1970 : Patton : le ministre marocain (Albert Dumortier)
- 1970 : Tora ! Tora ! Tora ! : le général en chef George Marshall (Keith Andes)
- 1970 : Monte Walsh : Hal Henderson (G.D. Spradlin)
- 1970 : Attaque au Cheyenne Club : Jedediah W. Willowby (Dabbs Greer)
- 1970 : L'Insurgé : le pasteur (Roy Glenn)
- 1970 : Les Tueurs de la lune de miel : le juge de paix (William Adams)
- 1970 : Campus : l'envoyé de la télévision (Ray Carney)
- 1970 : L'Exécuteur : Roper (Ernest Clark)
- 1971 : Mort à Venise : Alfred (Mark Burns)
- 1971 : L'Inspecteur Harry : le maire (John Vernon)
- 1971 : L'Organisation : Robert « Bob » Alford (Fred Beir)
- 1971 : L'Hôpital : Dr Einhorn (David Hooks)
- 1971 : Les Doigts croisés : Sir Trevor Dawson (Trevor Howard)
- 1971 : Le Baron rouge : le major Owen (Tom Adams)
- 1971 : Le Décaméron : le premier usurier[Qui ?]
- 1972 : Guet-apens : Cully (Roy Jenson)
- 1972 : Le Flingueur : le prêtre (Amando De Vincenzo)
- 1972 : Un flic : Simon (Richard Crenna)
- 1972 : La Poussière, la Sueur et la Poudre : le voleur de bétail (Royal Dano)
- 1972 : Le Flingueur : le prêtre (Armando de Vincenzo)
- 1972 : Viol en première page : le Pr Italo Martini (Gianni Solaro)
- 1972 : L'Esprit de la mort : Sir Hugo Cunningham (Robert Stephens)
- 1973 : American Graffiti : le gérant du magasin d'alcool (William Niven)
- 1973 : Mondwest : le chef superviseur (Alan Oppenheimer)
- 1973 : Magnum Force : Eastabrook (Bob March)
- 1973 : Don Angelo est mort : Orlando (Charles Cioffi)
- 1973 : L'Homme aux nerfs d'acier : Silvano Diomede (Silvano Tranquilli)
- 1974 : Le Parrain 2 : Merle Johnson (Troy Donahue) (1er doublage)
- 1974 : Les Durs : Gene Lombardo (Mario Erpichini)
- 1974 : La Grande Casse : le sergent Hawkins (Frank Halicki)
- 1975 : Les Trois Jours du Condor : le journaliste Stan Roberts (John Connell)
- 1975 : La Chevauchée sauvage : J.B. Parker (Paul Stewart)
- 1975 : Shampoo : Lester Karpf (Jack Warden)
- 1975 : L'Enlèvement : Ernst Furben (James Mason)
- 1975 : Lepke, le caïd : Walter Winchell (Vaughn Meader)
- 1975 : Objectif Lotus : le ministre de l'intérieur (Anthony Sharp)
- 1976 : La Rose et la Flèche : le shérif de Nottingham (Robert Shaw)
- 1976 : Nickelodeon : le sbire vêtu de noir (James O'Connell)
- 1976 : Vengeance d'outre-tombe : Theotis Bliss (Fred Pinkard)
- 1976 : Cadavres exquis : le Dr Maxia (Paolo Bonacelli)
- 1976 : C'est arrivé entre midi et trois heures : le révérend Cabot (William Lanteau) et J.B. Hall[Qui ?]
- 1977 : Annie Hall : Marshall McLuhan
- 1977[7] : Rencontres du troisième type : le pasteur[Qui ?]
- 1977 : Un espion de trop : le médecin de l'hôpital (Regis Cordic)
- 1977 : Audrey Rose : Dr Steven Lipscomb (Norman Lloyd)
- 1977 : Le Tournant de la vie : Carter (Marshall Thompson)
- 1977 : L'Affaire Mori : le général d'armée (Filippo Perego)
- 1977 : Rage : Dr Royce Gentry (John Gilbert)
- 1977 : Holocauste 2000 : Ernest Meyer (Alexander Knox)
- 1978 : Les Sept Cités d'Atlantis : le professeur Aitken (Donald Bisset)
- 1978 : Pair et impair : l'amiral O'Connor (Woody Woodbury)
- 1978 : Ces garçons qui venaient du Brésil : Henry Wheelock (John Dehner)
- 1978 : Fedora : le comte Anton Sobryanski (Hans Jaray)
- 1978 : La Grande Menace : l'avocat Quinton (Alan Badel) (1er doublage)
- 1978 : La Cible étoilée : Shelley/Webber (Max von Sydow)
- 1978 : Le Cercle de fer : Zetan (Christopher Lee)
- 1978 : Le Couloir de la mort : l'agent immobilier (Milton Selzer)
- 1979 : Cul et chemise : Jason, le docteur (Ben Masinga)
- 1979 : Bienvenue, mister Chance : Sidney Courtney (John Harkins)
- 1979 : Le Putsch des mercenaires : Sir Benjamin Peckove (Mark Singleton)
- 1979 : Une langouste au petit-déjeuner : le maître d'hôtel (Renzo Ozzano)
- 1980 : L'Empire contra-attaque : l'amiral Ozzel (Michael Sheard)
- 1980 : Superman 2 : un reporter (Richard LeParmentier)
- 1980 : Le Petit Lord Fauntleroy : Havisham (Eric Porter)
- 1980 : Cabo Blanco : le prêtre (Jorge Russek)
- 1980 : Héros ou Salopards : le colonel Ian (Johnny) Hamilton (Vincent Ball)
- 1981 : Les Aventuriers de l'arche perdue : le colonel Musgrove (Don Fellows)
- 1981 : Sanglantes Confessions : le cardinal Danaher (Cyril Cusack)
- 1983 : Octopussy : Jim Fanning (Douglas Wilmer)
- 1984 : Indiana Jones et le Temple maudit : le capitaine Blumburtt (Philip Stone)
- 1984 : Il était une fois en Amérique : Irving Gold (Mike Gendel) (1er doublage)
- 1984 : Amadeus : Leopold Mozart (Roy Dotrice) (1er doublage)
- 1984 : Le Kid de la plage : le colonel Cal Eastland (Frank Campanella)
- 1986 : Lady Jane : Henry Grey (Patrick Stewart)
- 1986 : Soul Man : le banquier (John William Young)
- 1987 : Evil Dead 2 : le professeur Raymond Knowby (John Peakes)
- 1987 : Dragnet : le capitaine Bill Gannon (Harry Morgan)
- 1987 : Cinglée : le juge Stanley Murdoch (James Whitmore)
- 1987 : Over the Top : Le Bras de fer : Jim Olson (Michael Fox)
- 1988 : Tucker : Otto Kerner (Peter Donat)
- 1997 : Spice World, le film : Le Chef (Roger Moore)
- 1999 : Révélations : Thomas Sandefur (Michael Gambon)
- 2000 : La Coupe d'or : A.R. Jarvis (Peter Eyre)
- 2004 : Et l'homme créa la femme : Larry King
- 2009 : Nine : le cardinal (Remo Remotti)

### Films d'animation
- 1948 : Les Trois Caballeros : Narrateur (2e doublage)
- 1949 : Le Crapaud et le Maître d'école : le narrateur
- 1971 : Lucky Luke : Jolly Jumper
- 1972 : Tintin et le Lac aux requins : Le second de Rastapopoulos
- 1977 : Les Aventures de Bernard et Bianca : Présentateur TV
- 1990 : Le Prince et le Pauvre : Narrateur

### Télévision

#### Téléfilms
- 1976 : L'Enfant bulle : le Dr Gunther (Ralph Bellamy)
- 1977 : Tarantula : Le Cargo de la mort : le maire Douglas (Bert Remsen)
- 1978 : Du feu dans le ciel : le responsable du lancement des missiles (Henry Hendrick)
- 1980 : Les Diamants de l'oubli : le capitaine Blake (Keith McConnell)
- 1983 : Svengali : l'hypnotiseur (Ron Weyand)

#### Séries télévisées
- Patrick Macnee dans :
  - Chapeau melon et bottes de cuir : John Steed[8]
  - Columbo : Le capitaine Gibbon (saison 4 ép. 4)
  - Arabesque : Oliver Trumbull (saison 2 ép. 5)
  - Arabesque : Dayton Whiting (saison 9 ép. 5)

- 1965-1970 : Max la Menace : le chef (Edward Platt) (2e voix)
- 1967 : Le Prisonnier : Numéro 2 (Clifford Evans (en)) (saison 1 épisode 13)
- 1967-1968 : Les Envahisseurs : narrateur (William Woodson)
- 1973 : Columbo, Match dangereux (saison 2 ép. 7) : Mazoor Berozski (Lloyd Bochner)
- 1973 : Columbo, Adorable mais dangereuse (saison 3 ép. 1) : David Lang (Vincent Price)
- 1974 : Columbo, Au-delà de la folie (saison 3 ép. 6) : Prof. Howard Nicholson (Lew Ayres)
- 1974 : Columbo, Réaction négative (saison 4 ép. 2) : Paul Galesko (Dick Van Dyke)
- 1975 : Columbo, épisode La femme oubliée (saison 5 ép 1) : un employé de librairie (Danny Wells)
- 1976-1981 : Drôles de dames : Charlie Townsend (John Forsythe)
- 1980 : Shogun : le père Dell'Aqua (Alan Badel)
- 1982-1986 : K2000 : Devon Miles (Edward Mulhare)
- 1984-1986 : Mission casse-cou : Super-Intendant Gordon Spikings (Ray Smith)
- 1985 : MacGyver : Peter Thornton (Dana Elcar) (1re voix)
- 1986 : Nord et Sud 2 : Miles Colbert (James Stewart)
- 1987 : À nous deux, Manhattan : M. Amberville (Fritz Weaver)
- 1987 : Perry Mason : Dr Michaels (Robert Mandan)
- 1995 : Hercule Poirot, Pension Vanilos : Sr Arthur Stanley (David Burke)
- 2000 : Hercule Poirot, le Meurtre de Roger Ackroyd : Hammond, l'avocat de Roger Ackroyd (Charles Simon)

#### Série d'animation
- 1983 : Les Mystérieuses Cités d'or : Le père Rodriguez
- 1999 : Redwall : Abbé Mordalfus, Abbé Mortimer

### Disques
- Alix l'intrépide, disque 33T, 1960 (série Alix) : voix de Marsalla[9],[10]